# قسم دجغان الريفي (مقاطعة بندر لنجة)
قسم دجغان الريفي (الفارسية: دهستان دژگان) في ناحیه مهران في مقاطعة بندر لنجة ، محافظة هرمزكان ، إيران . وعاصمتها قرية دج غان . 
في التعداد الوطني لعام 2006، بلغ عدد سكانها (كجزء من المنطقة الوسطى ) 7461 نسمة في 1607 أسرة.  كان هناك 9,304 نسمة في 2,279 أسرة في التعداد التالي لعام 2011،  وفي ذلك الوقت تم فصل المنطقة الريفية عن المنطقة عند إنشاء ناحیه مهران. في أحدث تعداد عام 2016، بلغ عدد سكان المنطقة الريفية 10304 نسمة في 2843 أسرة. أكبر قراها الـ 29 كانت كنخ ، ويبلغ عدد سكانها 2240 نسمة. 